# Sahel (Tunisia)
Il Sahel (in arabo السـاحـل‎?, al-Sahel, "la costa") è una regione costiera della Tunisia a sud del golfo di Hammamet. I confini meridionali sono abbastanza incerti, e se per alcuni arrivano fino al golfo di Gabès, altri considerano propriamente farne parte solo la fascia costiera fino a Mahdia.
Le città principali del Sahel sono Susa (la più popolosa), Monastir (prima città araba fondata in Ifriqiya) e Mahdia (antica capitale della Tunisia ai tempi del califfo fatimide Ubayd Allah al-Mahdi).